# Soledad Sevilla
Pour les articles homonymes, voir Sevilla.
Soledad Sevilla Portillo, née en 1944 à Valence, est une peintre espagnole, connue pour ses œuvres de grand format et ses installations.

## Biographie
Durant sa jeunesse, Soledad Sevilla étudie à l'Académie royale catalane des beaux-arts de Saint-Georges, puis rejoint la ville de Madridoù elle étudie à l'Université Complutense de la capitale espagnole. Sa carrière artistique commence à la fin des années 1960, sous le franquisme, où elle fait partie de la scène expérimentale espagnole de la fin de la dictature.
Au début des années 1980, elle vit à Boston. Elle débute, à l'université d'Harvard, sa propre série des Ménines pour réinterpréter l'atmosphère de l'œuvre de Velázquez.
Dès son retour en Espagne, ses tableaux de grands formats sont présentés dans de nombreuses expositions.
Ses installations sont également célèbres : elle expose ainsi, en particulier, au château de Vélez-Blanco en Andalousie, au musée national de sculptures de Valladolid et au Palacio de Cristal, dans le parc du Retiro de Madrid, en collaboration avec le Musée national centre d'art Reina Sofía.

## Distinctions
- 1993 : Prix national d'arts plastiques
- 2007 : Médaille d'or du mérite des beaux-arts
- 2020 : Prix Velázquez